# Kambam
Kambam is een bestuurslaag in het regentschap Aceh Utara van de provincie Atjeh, Indonesië. Kambam telt 577 inwoners (volkstelling 2010).